# Taraskische Hoogvlakte
De Taraskische Hoogvlakte (Spaans: Meseta Tarasca) is een hoogvlakte in het noordoosten van de Mexicaanse staat Michoacán.
De hoogvlakte wordt grotendeels omgeven door de Trans-Mexicaanse Vulkanengordel, en er bevinden zich verschillende meren, waarvan het Pátzcuaromeer en het Cuitzeomeer de grootste zijn. De hoogvlakte dankt haar naam aan de Tarasken, tegenwoordig beter bekend als de Purépecha. De Taraskische Hoogvlakte vormde het kernland van het precolumbiaanse Purépecharijk, en ook tegenwoordig zijn de Purépecha nog prominent aanwezig in het gebied. Morelia, de hoofdstad van Michoacán, ligt op de hoogvlakte evenals de oude Purépechahoofdstad Tzintzuntzán.